# بزرگی تمامیت‌نما
در یک فهرست زمین‌لرزه، بزرگی تمامیت‌نما (انگلیسی: Magnitude of completeness) نشان‌دهنده حداقل بزرگی زمین‌لرزه است که همه زمین‌لرزه‌ها در یک منطقه خاص با اطمینان بالای این مقدار ثبت می‌شوند. برای نمونه، اگر مقدار مقیاس Mc در یک فهرست برای یک منطقه خاص از سال ۱۹۸۰ تاکنون برابر با ۲٫۶ باشد، بدین معنی است که تمام زمین‌لرزه‌های بالاتر از ۲٫۶ Mc از سال ۱۹۸۰ تا به امروز در آن فهرست ثبت شده‌است. هنگام تفسیر این داده‌ها، مقدار خیلی زیاد Mc ممکن است به معنای تعداد کم نمونه‌ها باشد، در حالی که یک مقدار خیلی کم می‌تواند پارامتر لرزه‌خیزی اشتباه را نشان دهد.
بر اساس یک تعریف دیگر، بزرگی تمامیت‌نما عبارت است از «کمترین بزرگی که در آن ۱۰۰٪ زمین‌لرزه‌ها در حجم فضا-زمان شناسایی می‌شوند».